# Bundesstraße 291
De Bundesstraße 291 (afgekort: B 291) is een 13 kilometer lange bundesstraße in de Duitse deelstaat Baden-Württemberg.

## Routebeschrijving
De bundesstraße begint op de afrit Schwetzingen/Hockenheim aan de A6 als verlenging van de B36.
De bundesstraße loopt eerst in noordelijke richting naar het zuidwesten van de stad Schwetzingen.
Vervolgens buigt de Bundesstraße af naar het zuiden om als rondweg langs het Schwetzinger stadsdeel Schälzig, het dorp Oftersheim en via de westelijke randweg van Walldorf aan te sluiten op de L712-afrit Walldorf/Wiesloch A5-Wiesloch.
B2 · B2a · B2R · B3 · B4 · B4R · B8 · B10 · B11 · B12 · B13 · B13n · B14 · B15 · B15n · B16 · B17 · B18 · B19 · B20 · B21 · B22 · B23 · B25 · B26 · B26a · B27 · B28 · B28a · B29 · B30 · B31 · B31a · B32 · B33 · B33a · B34 · B35 · B36 · B37 · B38 · B38a · B39 · B44 · B45 · B47 · B85 · B89 · B131n · B173 · B276 · B278 · B279 · B285 · B286 · B287 · B289 · B290 · B291 · B292 · B293 · B294 · B295 · B296 · B297 · B298 · B299 · B300 · B301 · B302 · B303 · B304 · B305 · B306 · B307 · B308 · B309 · B310 · B311 · B312 · B313 · B314 · B315 · B316 · B317 · B318 · B319 · B340 · B378 · B388 · B415 · B425 · B426 · B462 · B463 · B464 · B465 · B466 · B467 · B468 · B469 · B470 · B471 · B472 · B491 · B492 · B500 · B505 · B512 · B523 · B532 · B533 · B535 · B588 · B999